# Doublet du sodium

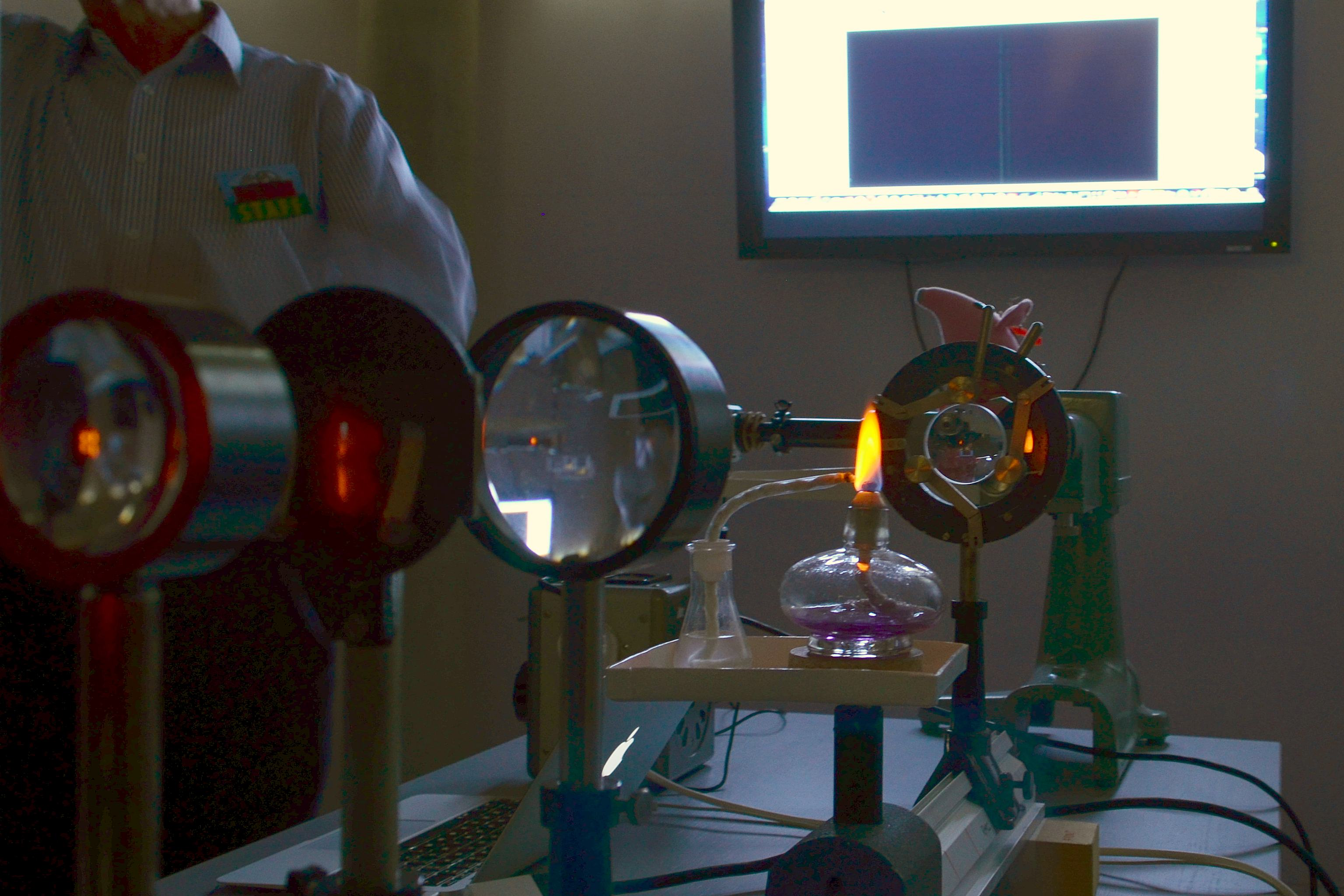
Mise en évidence des raies d'émission D2 (à gauche) et D1 (à droite) du sodium (Festival des sciences de Cambridge, 2016).

Le doublet jaune des raies D du sodium neutre est une paire de raies du spectre de l'atome de sodium neutre (Na I = Na0). Ces deux raies très intenses et très proches sont observées, en spectroscopie, aux longueurs d'onde {\displaystyle \lambda _{1}} et {\displaystyle \lambda _{2}} (dans l'air) de 589,592 4 nm et 588,995 0 nm,. Elles sont deux des principales raies d'absorption du spectre du Soleil.
Faisant partie d'un ensemble de raies situées autour de 590 nm, elles sont notées D1 et D2,, avec une des raies de l'hélium, nommée D3, possédant une longueur d'onde de 587,5 nm.
L'écart absolu entre les deux raies étant {\displaystyle \delta \lambda =|\lambda _{2}-\lambda _{1}|}, l'écart relatif entre les deux raies, {\displaystyle {\frac {\delta \lambda }{\lambda }}}, est de l'ordre de 0,12 %. Cet écart étant relativement faible, son observation nécessite l'utilisation d'un appareil de spectrométrie de résolution spectrale {\displaystyle \left({\frac {\lambda }{\delta \lambda }}\right)} supérieure à 800, comme un goniomètre équipé d'un réseau suffisamment dense, ou de méthodes interférométriques comme l'utilisation d'un interféromètre de Michelson ou de Fabry-Perot.